# Wspólnota administracyjna Großharthau
Wspólnota administracyjna Großharthau (niem. Verwaltungsgemeinschaft Großharthau) – wspólnota administracyjna w Niemczech, w kraju związkowym Saksonia, w okręgu administracyjnym Drezno, w powiecie Budziszyn. Siedziba wspólnoty znajduje się w miejscowości Großharthau.
Wspólnota administracyjna zrzesza dwie gminy wiejskie: 
- Frankenthal
- Großharthau